# Абрамовський могильник
Абрамовський могильник, археологічний пам'ятник давньої мордви 4-7 сторіччя біля села Абрамова Арзамаського району Нижегородської області.
Досліджували В. Ф. Черніков (1960 року) й М. Ф. Жиганов (1970-71, 1973-75 роки).

## Поховання
Розкрито 272 поховання.
Більшість поховань зроблено за обрядом трупоположення з північним орієнтуванням. Також є трупоспалення. Залишки кремації разом із золою і вугіллям розсипані по дну похоронної ями; а у одному випадку вугілля зібрані в глиняну посудину. Поховання свідчать про культ вогню, що є чистячою силою. Ритуальне поховання коня.

## Інвентар
Виявлені багато виробів з бронзи й заліза, святковий головний убір на тканій основі, нагрудні й шийні прикраси, поясні набори, пряжки, браслети, наконечники списів, стріл, мечі, втульчаті сокири та інше.
Майже у кожному жіночому похованні виявлені скроневі підвіски з грузиком.
Серед шийних прикрас виділяються 2 підвіски й застібка з емаллю червоного кольору, фібула з пластинчастим корпусом, великі литі ажурні бляхи з зображенням коня.